# غوردان إيروفتش
غوردان إيروفتش (مواليد 2 يوليو 1934) هو لاعب كرة قدم. يلعب مع منتخب يوغوسلافيا لكرة القدم. سبق له أن لعب في كأس العالم لكرة القدم مع منتخب بلاده.

## روابط خارجية
- غوردان إيروفتش على موقع الاتحاد الدولي (مؤرشف)  (الإنجليزية)
- غوردان إيروفتش على موقع قاعدة بيانات كرة القدم.إي يو (الإنجليزية)
- غوردان إيروفتش على موقع بيانات كرة القدم. دي إي (الألمانية)
- غوردان إيروفتش على موقع Soccerway.com (الإنجليزية)
- غوردان إيروفتش على موقع عالم كرة القدم.نت (الإنجليزية)